# 久留米つつじマーチ
久留米つつじマーチ（くるめつつじマーチ）は、毎年4月中旬の土曜日・日曜日に福岡県久留米市で開催されるウォーキング大会である。2020年は中止。

## 大会会場
久留米市中央公園（西鉄久留米駅から徒歩約5分）

## コース概要
40kmコース
当大会のなかで最も長距離を歩く。久留米市内や、その郊外まで足を伸ばす。一部山越えの区間があるものの、全般的にフラットな道を歩く。
20kmコース
中距離コース。40kmコース同様、一部山越えの区間がある。市の近郊部まで足を伸ばせるコース。
10kmコース
短距離コースである。市内中心部の名所・旧跡を巡りながら歩く。
5kmコース
このコースのみバリアフリー対応になっており、子どもから高齢者・障がいの有無に関係なく、誰もが楽しめるコースになっている。主に会場周辺の名所・旧跡を巡る。
各コースとも途中に給水ポイントがあり、ミネラルウォーター・お茶や飴などが振る舞われるほか、昼食ポイントではお味噌汁（またはスープ）が出される。なお、一部の給水ポイントはチェックポイントを兼ねており、参加者はコースマップのチェック欄にスタンプを押してもらい通過する（チェックポイントのスタンプが無い場合、完歩の認定はできない）。

## 主催・共催・協賛
- 主催
  - 久留米市
  - 一般社団法人日本ウオーキング協会
  - 朝日新聞社
  - 西日本新聞社
  - 福岡県ウォーキング協会
- :ほか
- 共催
  - ムーンスター
  - 平安閣エヌピーオー互助会
- :ほか
- 特別協賛
  - ムーンスター
  - アサヒシューズ
- 協賛
  - ブリヂストン
  - サクラみそ食品
  - 丸永製菓
  - JR九州
- :ほか